# Tam đoạn luận
Tam đoạn luận là một cách suy luận trong suy luận diễn dịch, suy luận đi từ hai mệnh đề để tiến đến một kết luận tất yếu đã ngầm chứa trong hai mệnh đề đó.

## Định nghĩa
Tam đoạn luận gồm 3 bộ phận: tiền đề lớn, tiền đề nhỏ, và kết luận.

Ví dụ:
Mọi người đều phải chết
Aristotle là người

=> Aristotle phải chết